# Politecnico di Milano

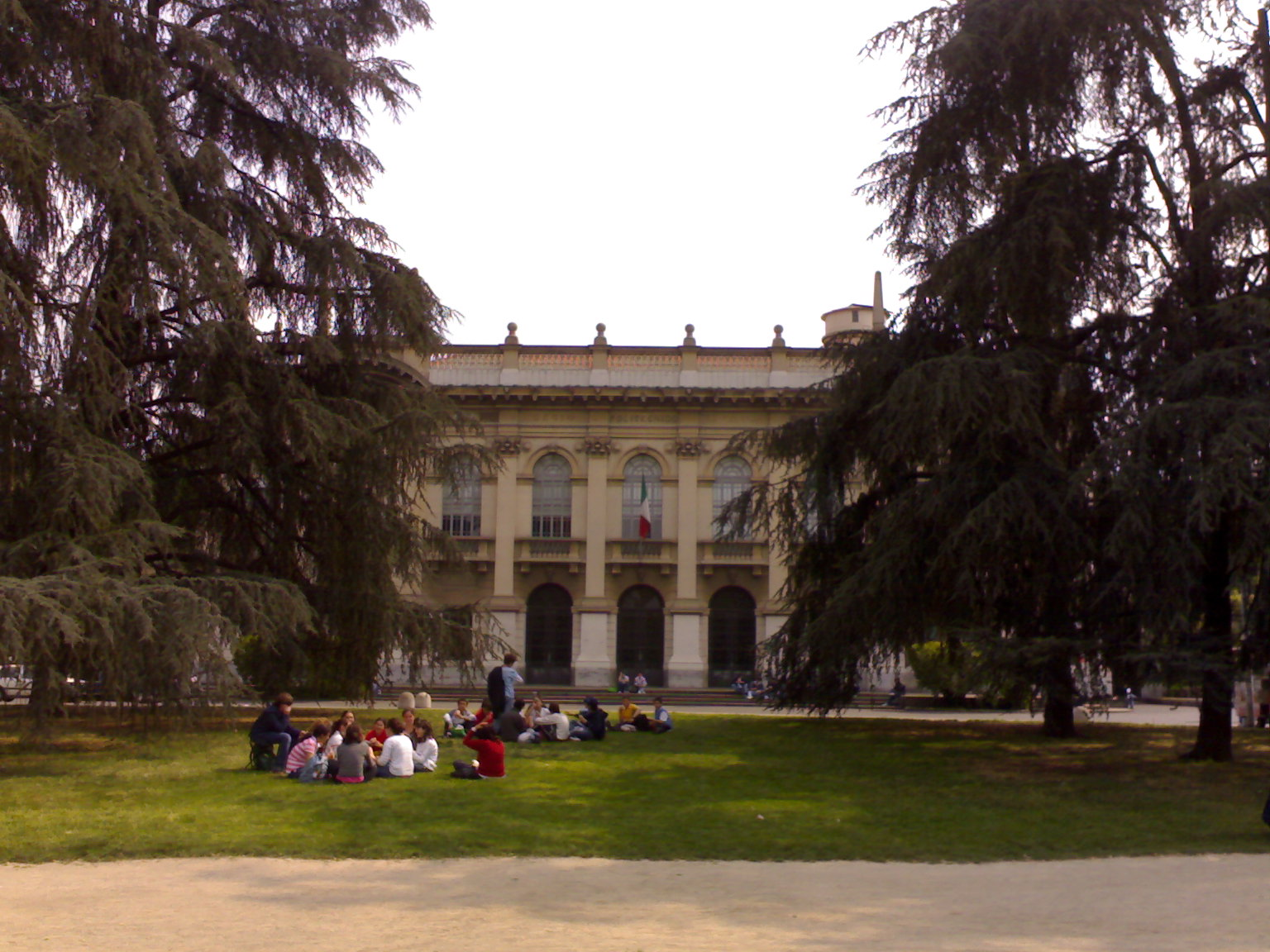

Politécnico de Milão (em italiano: Politecnico di Milano) é uma universidade italiana estatal de cunho científico-tecnológico sediada em Milão. Foi estabelecida em 1853 por um grupo de estudiosos e empresários milaneses. Se organiza em 16 departamentos e numa rede de nove escolas espalhadas por sete campi. Hoje é classificada como uma das melhores universidade em engenharia, arquitetura e design industrial na Europa.